# Nick Masterson
Nick Masterson (Woodstock, Georgia, 31 de octubre de 1995) es un exbaloncestista estadounidense. Con 1,98 metros de estatura, jugaba en la posición de escolta.

## Trayectoria deportiva

### Universidad
Jugó durante cuatro temporadas con los Owls de la Universidad Estatal Kennesaw, en las que promedió 9,4 puntos, 1,9 rebotes y 2,1 asistencias por partido. En su última temporada fue incluido en el segundo mejor quinteto de la Atlantic Sun Conference.

### Profesional
Tras no ser elegido en el Draft de la NBA de 2018, el 23 de julio formó su primer contrato profesional con el Aris Leeuwarden de la Eredivisie, la primera división del baloncesto holandés. En su primera temporada en el equipo, ejerciendo como titular, promedió 16,7 puntos y 2,6 rebotes por partido.